# Micropholcus jacominae
Micropholcus jacominae là một loài nhện trong họ Pholcidae. Loài này được phát hiện ở Yemen.